# Proteste a Cipro del Nord del 2011
Le proteste a Cipro del Nord del 2011 assunsero la forma di una serie di manifestazioni contro le politiche della Turchia su Cipro, le quali ebbero luogo all'interno della parte occupata della città capitale di Nicosia, Cipro. La prima protesta fu portata avanti il 28 gennaio 2011.
Dopo le reazioni ostili da parte del primo ministro turco Recep Tayyip Erdoğan e della società turca, i turco-ciprioti organizzarono una seconda e una terza manifestazione utilizzando lo stesso nome il 2 marzo 2011 ed il 7 aprile 2011. La partecipazione media per ciascuna protesta si attestò tra i 50 000 e gli 80 000 individui; considerando che la popolazione di Cipro Nord è approssimativamente 290 000 abitanti secondo i dati del censimento, questo la rende una delle più grosse dimostrazioni da parte dei Turco-Ciprioti dopo l'occupazione.
I contestatori portarono bandiere della Repubblica di Cipro con manifesti che chiedevano la riunificazione dell'isola, e cartelli che condannavano l'oppressione economica, culturale e sociale da parte della Turchia sul popolo turco-cipriota. Vennero portati avanti dei tentativi senza successo di appendere la bandiera della Repubblica di Cipro sull'ambasciata turca durante la manifestazione finale. I contestatori vennero pesantemente criticati in Turchia a causa del loro tono aggressivo portato avanti contro la Turchia e contro l'invasione turca di Cipro.